# (4081) Tippett
Pour les articles homonymes, voir Tippett.
(4081) Tippett est un astéroïde de la ceinture principale.

## Description
(4081) Tippett est un astéroïde de la ceinture principale. Il fut découvert le 14 septembre 1983 à la station Anderson Mesa par Edward L. G. Bowell. Il présente une orbite caractérisée par un demi-grand axe de 2,38 UA, une excentricité de 0,09 et une inclinaison de 1,8° par rapport à l'écliptique.
L'astéroïde est nommé en l'honneur du compositeur britannique Michael Tippett (1905-1998).

## Compléments